# Jennifer A. Nielsen
Jennifer A. Nielsen, född 10 juli 1971 i Utah, är en amerikansk författare.
Nielsen är känd för trilogin Ascendance, som hamnade på The New York Times bestsellerlista för barnlitteratur.